# 朴念仁
| ウィキペディアには「朴念仁」という見出しの百科事典記事はありません（タイトルに「朴念仁」を含むページの一覧/「朴念仁」で始まるページの一覧）。 代わりにウィクショナリーのページ「朴念仁」が役に立つかもしれません。 |